# 機動衛生ユニット

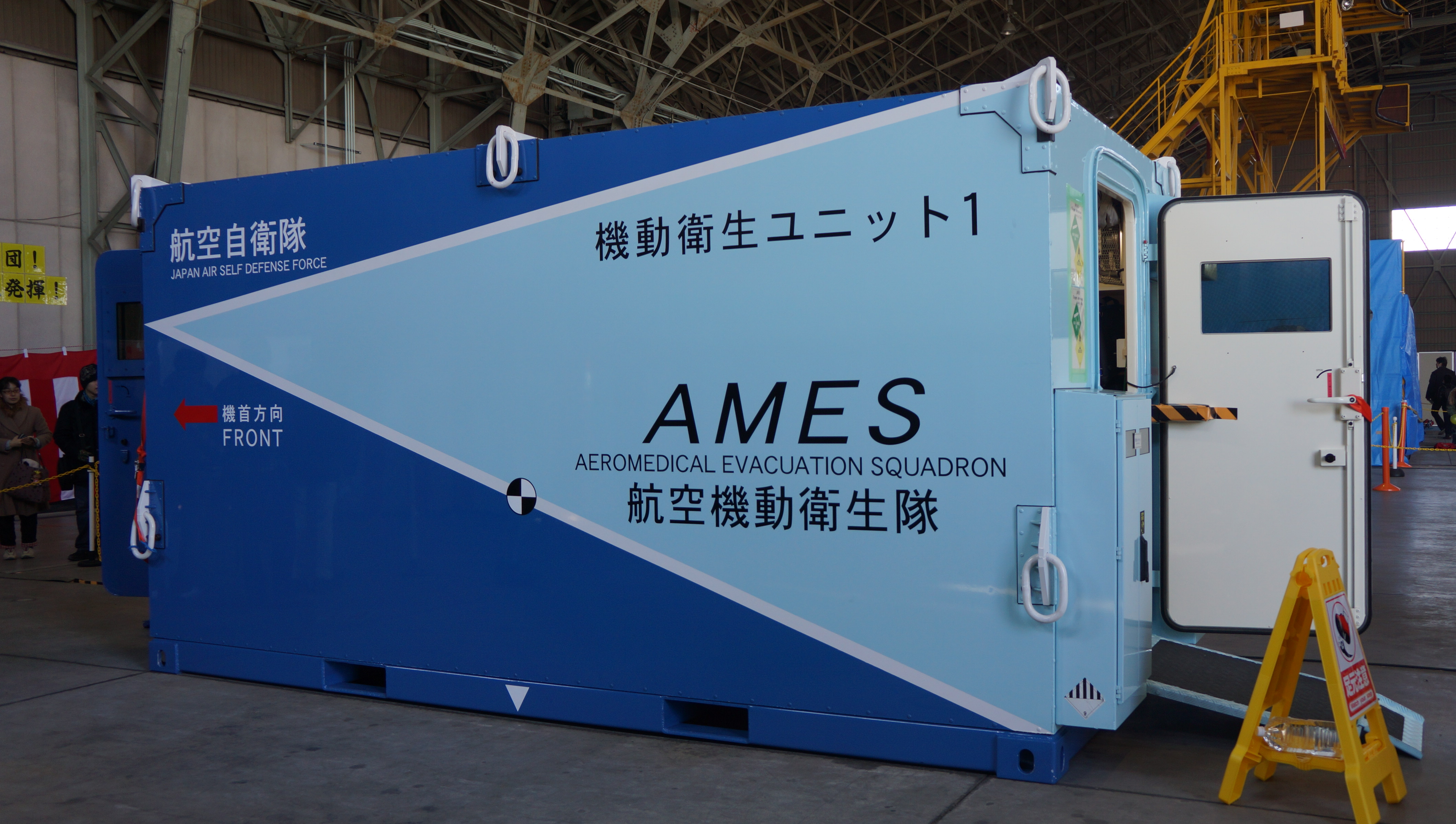
小牧基地公開で展示された機動衛生ユニット

機動衛生ユニット（きどうえいせいユニット）は、航空自衛隊が装備する航空機搭載型の医療ユニット。有事や災害時に傷病者を域外搬送する航空医療後送のために開発された装備である。航空自衛隊に設置された機動衛生検討委員会において、輸送機で重症患者を搬送する方法が検討され、2003年頃に原案が取りまとめられた。

## 構成
輸送機への搭載が容易なコンテナ型となっており、20ftコンテナと同サイズとなっており、1ユニットに最大3名を収容可能で、C-130輸送機には2ユニットを搭載できる。ユニットは長手方向の前後に出入口を備え、中央に主ベッドが配置されているが、簡易ベッドを使用する際はユニット右側にスライドする。簡易ベッドは取り外し可能で、ユニット左側に二段に設置する。集中治療室に準じた環境で重症患者を安全に搬送出来るよう、各種の医療機器が搭載されている。機器の選定にあたっては、限られたスペースに搭載することから軽量小型である点を重視、信頼性の面で機上医療における使用実績の有無も考慮している。天井には最大20,000ルクスの照明が設置されている。
同様にユニット化された医療設備として陸上自衛隊が野外手術システムを装備しているがコンセプトが異なり、野外手術システムが4台の車両と支援装備から構成され、本格的な外科手術を行う野戦病院としての機能を備えるのに対して、機動衛生ユニットは航空機へ搭載することからコンテナ1台にコンパクトにまとめられており、重症患者を迅速に航空搬送するための集中治療室としての機能に絞られている。
航空機搭載型ユニットの特徴として、飛行中の輸送機の貨物室は騒音が激しいため、防音性に優れた構造となっており、ユニット内が80デシベル以下になるよう設計されている。乗員との連絡には専用のヘッドセットを利用する。また、航空機の機器と医療機器の間で電磁波干渉による誤作動が発生しないよう、電磁波を遮断する構造となっている。
2007年3月29日に1号機が、2010年12月16日に2号機が小牧基地へ配備されている。

### 搭載機器
- 生体情報モニタ
- 人工呼吸器
- 除細動器
- 輸液ポンプ
- 吸引器
- 低圧持続吸引器
- シリンジポンプ
- 血液ガス分析装置
- 超音波診断装置
- 自動心肺蘇生器

このほか、経皮的心肺補助装置（PCPS）、大動脈内バルーンパンピング(IABP)など医療機器の持ち込みに対応するため、100V交流コンセントが設置されている。

### 諸元
- 全長：約5.1m（出入口のスロープ収納時）
- 全幅：約2.5m
- 全高：約2.4m
- 出入口：2ヵ所（開口部寸法：縦177cm×横77cm）
- 電源：航空機より供給（バッテリー装置付）
- 空調：航空機より供給
- 水搭載量：18L
- 酸素搭載量：60L（医療用酸素ボンベ×6本）

## 運用
ユニットは小牧基地に配置されている第1輸送航空隊第401飛行隊のC-130Hに搭載され、航空機動衛生隊が機上医療を担当する。要員は1ユニットにつき医官、救急救命士、看護師、管理要員の4名が基本編成である。
2011年3月11日に、東日本大震災で骨折し北海道へ搬送された岩手県の90代女性を、治療後に千歳基地から花巻空港へ搬送したのが初運用となった。女性は重度の心不全を抱えており、陸路の長距離搬送が困難で本ユニットの能力が発揮された事例であったが、東日本大震災における運用はこの1件のみで活用の機会が限定されたことから、事後に機材および運用の改善が検討された。
2012年以降は、重篤な心不全、呼吸不全などで長距離搬送を要する患者の輸送を災害派遣（患者輸送）として行っており、2021年までの累計搬送回数は42回である。
2022年8月6日には、第3輸送航空隊（美保基地）所属のC-2輸送機を用いた患者搬送が初めて実施された。